# George Burgwyn Anderson

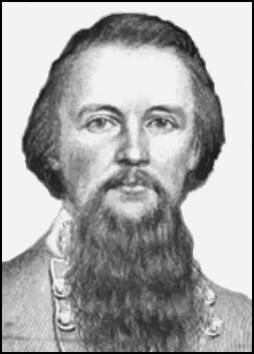
George Burgwyn Anderson

George Burgwyn Anderson (cerca de Hillsboro, Carolina del Norte, 12 de abril de 1831 - Raleigh, Carolina del Norte, 16 de octubre de 1862) fue un militar que sirvió en el Ejército de los Estados Unidos en el antebellum de la guerra civil estadounidense y posteriormente en el Ejército confederado. Murió de las heridas recibidas en combate mientras era general del Ejército confederado. Fue uno de los seis generales muertos en combate o por las heridas sufridas en la batalla de Antietam.
George B. Anderson nació cerca de Hillsboro, en Carolina del Norte. Era hijo del propietario de plantaciones William E. Anderson y su esposa Eliza Burgwyn. Estudió en el Instituto Caldwell, donde se graduó como el primero de su clase. A los diecisiete años ingresó en West Point y en 1852 se graduó en décimo lugar de los 43 cadetes de su clase. Fue nombrado subteniente en el Segundo Regimiento de Dragones de los Estados Unidos y fue preparado en la escuela de caballería de Carlisle Barracks.
Para seguir con su preparación, Anderson fue enviado a California para inspeccionar la construcción del proyecto de un ferrocarril antes de unirse a su regimiento en Fort Chadbourne, Texas. En 1855 fue ascendido a teniente. Comandó su tropa de caballería en la marcha a través de las Grandes Llanuras desde Texas hasta Fort Riley, en Kansas. En 1858 era ayudante del regimiento mientras sirvió en el Territorio de Utah en la Guerra de Utah. En 1859 fue destinado a Louisville, Kentucky, como oficial para el reclutamiento. Allí conoció y se casó con Mildred Ewing.
Con el estallido de la Guerra Civil, Anderson renunció a su puesto en el Ejército de la Unión y regresó a su hogar. El Gobernador de Carolina del Norte, John Willis Ellis, le nombró coronel del 4.º Regimiento de Infantería de Carolina del Norte. Anderson dirigió capazmente a su regimiento en la Batalla de Williamsburg en mayo de 1862 y fue recompensado un mes después con el ascenso a general de brigada. Se le asignó la comandancia de una brigada de la división de D. H. Hill en los combates de las Batallas de los Siete Días y de Malvern Hill, donde fue herido en una mano en el transcurso del asalto confederado.
Una vez recuperado, Anderson se reincorporó para comandar su brigada en la Campaña de Maryland. Antes de dirigirse a Sharpsburg, en el valle del Cumberland, en Maryland, donde se había concentrado el Ejército de Virginia del Norte, combatió en la Batalla de South Mountain. En la siguiente batalla de Antietam, los veteranos de Carolina del Norte de Anderson defendían una zona del Sunken Road contra los repetidos ataques de la Unión. Una bola Minié alcanzó a Anderson cerca del tobillo, hiriéndolo gravemente. Anderson fue llevado a Shepherdstown, en Virginia Occidental y en vagón hasta Staunton, Virginia, a través del Valle del Shenandoah, para que se recuperara. Finalmente fue llevado en tren a Raleigh, en Carolina del Norte, donde murió tras una operación para amputarle el pie infectado. Fue enterrado en el cementerio de Oakwood, en la misma ciudad de Raleigh.